# Ivașkivka, Horodnea
Ivașkivka (în ucraineană Івашківка) este localitatea de reședință a comunei Ivașkivka din raionul Horodnea, regiunea Cernihiv, Ucraina.

## Demografie
Componența lingvistică a localității Ivașkivka
     Ucraineană (97,7%)
     Rusă (2,3%)
Conform recensământului din 2001, majoritatea populației localității Ivașkivka era vorbitoare de ucraineană (97,7%), existând în minoritate și vorbitori de rusă (2,3%).